# Raiz Epileptica
Raiz Epileptica è un singolo del gruppo musicale italiano Psychofagist, pubblicato nel 2008. Fu distribuito in edizione limitata a 200 copie.

## Tracce
Lato A
1. Nouvelle de spasticité & épilepsie – 3:17
2. Free-Non-Jazz Powerviolence Sonata – 2:14

Lato B
1. Laredo – 4:37